# Дэвис, Джон (легкоатлет)
Джон Ллевеллин Дэвис (англ. John Llewellyn Davies; 25 мая 1938, Лондон — 21 июля 2003, Окленд) — новозеландский легкоатлет британского происхождения, специалист по бегу на средние дистанции. Выступал на крупных международных соревнованиях в первой половине 1960-х годов, бронзовый призёр летних Олимпийских игр в Токио, обладатель серебряной медали Игр Британской империи и Содружества наций, многократный победитель и призёр забегов национального значения. Также известен как спортивный функционер, президент Олимпийского комитета Новой Зеландии.

## Биография
Джон Дэвис родился 25 мая 1938 года в Лондоне, Англия, в валлийской семье. В 1953 году вместе с родителями переехал на постоянное жительство в Новую Зеландию, поселившись в городке Токороа региона Уаикато.
Проходил подготовку в легкоатлетическом клубе Уаикато, был подопечным знаменитого новозеландского тренера по бегу Артура Лидьярда.
Первого серьёзного успеха на взрослом международном уровне добился в сезоне 1962 года, когда вошёл в основной состав новозеландской национальной сборной и побывал на Играх Британской империи и Содружества наций в Перте, откуда привёз награду серебряного достоинства, выигранную в беге на одну милю — в финале его опередил только товарищ по команде Питер Снелл, так же ученик Лидьярда.
Благодаря череде удачных выступлений в 1964 году Дэвис удостоился права защищать честь страны на летних Олимпийских играх в Токио. На дистанции 1500 метров благополучно квалифицировался на предварительном этапе и затем преодолел полуфинал, тогда как в решающем финальном забеге финишировал третьим, уступив тому же Питеру Снеллу и чехословацкому бегуну Йосефу Одложилу. Дэвис, таким образом, получил бронзовую олимпийскую медаль, а Снелл золотую — это был первый раз, когда на Олимпиаде в одной дисциплине на пьедестал почёта поднялись сразу два новозеландских спортсмена.
Дэвис пять раз подряд становился чемпионом Новой Зеландии в беге на одну милю, однако из-за хронических травм вынужден был рано завершить свою спортивную карьеру, находясь фактически не пике.
Закончив выступать, перешёл на тренерскую работу и в последующие годы подготовил ряд титулованных бегунов на средние и длинные дистанции. Так, в числе его учеников призёры Олимпийских игр по марафону Майк Райан и Лоррейн Моллер, серебряный призёр в беге на 5000 метров Дик Квакс, участники Олимпийских игр Тони Ходжкинсон, Энн Одейн и др. В период 1985—1991 годов тренировал бегунов национальной сборной Новой Зеландии, в частности состоял в тренерском штабе сборной на двух чемпионатах мира и на Олимпиаде в Сеуле.
Занимался организаторской и административной деятельностью, был одним из основателе Фонда Джека Лавлока, принимал активное участие в организации Игр Содружества 1990 года в Окленде, выступал в качестве промоутера и устроителя многих легкоатлетических встреч в стране, входил в совет Федерации лёгкой атлетики Новой Зеландии. Проявил себя как телекомментатор и автор статьей для спортивных изданий. В 1990 году за выдающиеся спортивные достижения награждён Орденом Британской империи.
В 2000 году избран на должность президента Олимпийского комитета Новой Зеландии, сменив на этом посту сэра Дэвида Битти, хотя из-за болезни возглавлял организацию не долго.
В 2003 году за развитие олимпийского движения награждён Международной олимпийской академией премией Леонарда Куффа.
Умер 21 июля 2003 года в Окленде в возрасте 65 лет от меланомы.